# Giovanni Tridente
Giovanni Tridente (Capua, 1983)es un comunicador y periodista italiano. Especialista en el Vaticano, la comunicación en la Iglesia católica y la presencia de los católicos en las redes sociales. 

## Biografía
Nació en Capua, provincia de Caserta en 1983. Compatibiliza su labor periodística, como periodista autónomo (desde 2002) con su labor docente en la Universidad Pontificia de la Santa Cruz donde imparte clases de Teoría y práctica de la argumentación escrita, donde también es Director de Comunicación. Se doctoró en Comunicación (2009) y tiene un Grado en Información y Periodismo por la Universidad de Roma III.
Es el corresponsal en Italia y editor de la revista española Omnes (antes Palabra), y está acreditado por la Oficina de Prensa de la Santa Sede. Es presidente de la Asociación Cultural Giuseppe de Carli, y miembro de la Asociación Italiana de Comunicadores Universitarios (AICUN).
Está explorando el campo de las implicaciones éticas y sociales de la Inteligencia Artificial, también en el ámbito educativo.
Está casado y tiene tres hijos.

## Publicaciones
Es autor de varios libros y numerosos artículos científicos, entre otros:
- 50 domande & risposte sull'Intelligenza Artificiale, (Con Fabio Colagrande), ESC, Roma, 2024, 118 pp.[7]
- Anima Digitale: La Chiesa alla prova dell'Intelligenza Artificiale, TAU, Todi, 2022, 228 pp.[8]
- Pellegrino di periferia: Le visite di Papa Francesco alle parrocchie romane, Amazon, Milano, 2019, 96 pp.[9]
- Raccontare la Chiesa: e le sue logiche, Amazon, Milano, 2019, 114 pp.[10]
- Diventare Vaticanista: Informazione religiosa ai tempi del web, Edizioni Sant'Antonio, Riga, 2018, 110 pp.[11]
- Becoming a Vaticanist: Religious Information in the Digital Age, Edusc, Italia, 2017, 124 pp.[12]
- Informazione religiosa oggi. L’esempio di Giuseppe De Carli, a cura di Elisabetta Lo Iacono y Giovanni Tridente (2015).[13]
- Teoria e pratica del giornalismo religioso. Come informare sulla Chiesa Cattolica: fonti, logiche, storie, personaggi (ESC, 2014).[14]
- Dono e Compito. I 25 anni della Pontificia Università della Santa Croce (curatore, Silvana Editoriale, 2010).[15]
- La morte e i funerali di Giovanni Paolo II nella stampa italiana. Analisi qualitativa di un evento mediatico (LEV, 2009)
- Attacco all’informazione. Un approccio etico alla copertura mediatica del terrorismo (Apollinare Studi, 2006).[16]